# Cingles de Marcén
Els cingles de Marcén són una renglera de cims que s'estén tot al llarg d’un serrat al massís de Penyagolosa (País Valencià). Amb 1623 metres representa el segon cim amb major altura del massís després del mateix Penyagolosa. Administrativament es situa entre els termes municipals de Vistabella del Maestrat (Alt Maestrat) i Vilafermosa (Alt Millars).
Els cingles dibuixen un penya-segat en el vessant sud als peus del qual es troba el Mas de Marcén que li dona nom al paratge. Al vessant nord es troba el naixement del riu Carbo i per l'oest segueix per la serra de la Batalla.